# Draymond Green
Draymond Green, född den 4 mars 1990, är en amerikansk professionell basketspelare som spelar för Golden State Warriors i NBA. Han ingick i det amerikanska lag som vann OS-guld i herrbasket vid olympiska sommarspelen 2016 och 2020.